# Bischwiller
Bischwiller (tysk: Bischweiler) er en by og kommune i det nordøstlige Frankrig. 

## Beliggenhed
Byen ligger 7,8 km sydøst for Haguenau, 8 km nordvest for den tyske grænse og Rhinen samt 22 km nord-nordøst for Strasbourg. 

## Administrative forhold
Byen ligger i kantonen af samme navn i arrondissementet Haguenau i departementet Bas-Rhin i regionen Alsace. I 2010 havde byen havde lidt over 12.000 indbyggere.

## Personer fra Bischwiller
- Lucien Muller (født 1934), spillede 16 kampe på Frankrigs fodboldlandshold, også fodboldtræner.